# Anton Bal

Wappen von Anton Bal

Anton Bal (* 29. November 1963 in Yuri) ist ein papua-neuguineischer Geistlicher und römisch-katholischer Erzbischof von Madang.

## Leben
Der Bischof von Kundiawa, Wilhelm Kurtz SVD, spendete ihm am 17. Dezember 1991 die Priesterweihe.
Papst Benedikt XVI. ernannte ihn am 5. Juni 2007 zum Titularbischof von Tamalluma und zum Weihbischof in Kundiawa. Die Bischofsweihe spendete ihm der Bischof von Kundiawa, Johannes Henricus J. Te Maarssen SVD, am 10. September desselben Jahres; Mitkonsekratoren waren Francisco Montecillo Padilla, Apostolischer Nuntius in Papua-Neuguinea, und Francesco Sarego SVD, Bischof von Goroka.
Am 12. Januar 2009 ernannte ihn Benedikt XVI. zum Bischof von Kundiawa. Papst Franziskus berief ihn am 26. Juli 2019 zum Erzbischof von Madang. Die Amtseinführung fand am 31. Oktober desselben Jahres statt.